# Immigration belge en France
L'immigration belge en France est un phénomène migratoire qui a commencé au XIXe siècle et qui a constitué le flux le plus important de travailleurs étrangers vers la France pendant tout ce siècle. Les Belges sont devenus minoritaires à partir du XXe siècle dans les migrations en direction de la France. Il s'agit aujourd'hui avant tout de flux aisés et étudiants.

## Histoire

### Deuxième moitié du XIXe siècle
A partir de la deuxième moitié du XXe siècle, l'immigration belge devient une immigration de masse concernant avant tout des ouvriers précaires en recherche d'emploi dans les grandes industries françaises.

#### Flux et installations
Quantitativement, les flux d'immigrés belges sont en hausse pendant toute la deuxième moitié du siècle. Si les Belges sont 128 000 lors du recensement de 1851, ils sont déjà 204 000 en 1861, 347 000 en 1872, 432 000 en 1881 avec un pic à 482 000 en 1886. Leur nombre baisse ensuite progressivement. Ils ne sont plus que 323 000 en 1901 et 287 000 en 1911. La première guerre mondiale fut ensuite l'occasion d'une nouvelle hausse des arrivées. Du fait de cette forte présence, les Belges constituent pendant toute cette période la plus grande communauté étrangère de France, ils représentent de ce fait 46 % des étrangers en France en 1872. Ils sont cependant dépassés par les Italiens à partir de 1901. Cette baisse en chiffre absolus doit cependant être attribuée aux retours d'une part, mais aussi, et surtout aux naturalisations, d'autant qu'elles furent facilitées par la loi du 26 juin 1889, et aux décès. Cette population déjà bien intégrée commence à se fondre avec les Français.

##### Nord de la France
La crise en Belgique des années 1850 et l'industrialisation du nord de la France ont été les causes d'un flux réguliers de Belges venant pour travailler notamment dans le bassin minier du Nord-Pas-de-Calais. Ces migrations sont fortement pendulaires, de nombreux Belges vivent à la frontière et continuent ainsi à mener leur vie de famille en Belgique tout en travaillant le jour en France. Ces flux d'abord en bicyclettes se développèrent et permirent la naissance d'un réseau dense de tramways à la frontière. Ils exercent surtout dans les secteurs du tissage et des mines où ils occupent les emplois les plus pénibles et précaires (mineurs de fond, peigneurs, etc.). Du fait de la flexibilité de ces flux, leur travail est très précaire et sert avant tout aux entreprises à pallier les manques conjoncturels de main-d’œuvre. C'est ainsi que le président du conseil d'administration du conseil des Mines de Lens affirmait en 1859 que « le bassin houiller du Pas-de-Calais ne réussira à développer ses exploitations qu'avec l'aide des mineurs belges ». Ils furent aussi utilisés par le patronat pour empêcher les mouvements sociaux français : la compagnie d'Anzin embauche des Belges pour briser la grève de 1884. Cette figure du Belge briseur de grèves se retrouve jusqu'au Germinal de Zola. Des villes entières deviennent à majorité belge, comme Roubaix, qui en 1870 est peuplé de 55 % de Belges. À Halluin et Wazemmes, les Belges représentent 75 % de la population, 59% à Leers et 49% à Roncques. Un quart des Belges de France sont ainsi dans le Nord du pays en 1861.

##### Paris
Un certain nombre de Belges furent aussi présents à Paris, de 9 711 en 1851, ils sont 28 430 en 1866, 34 192 en 1876, et 45 649 en 1886, au pic de leur présence parisienne. Leur présence n'a ensuite cessé de décroître. Au sein de la capitale, il est aussi possible de souligner des polarisations géographiques. Ils sont ainsi pour leur majorité dans le nord-est de la capitale, notamment, en 1881, dans le 18e arrondissement (4 700) et le 11e (7482), mais aussi dans le 19e (3 343) ou le 20e (2 312) et le 12e (2 346). Leur présence dans des arrondissements plus aisés comme le 16e (947) s'explique par la domesticité belge logée par les riches familles, mais aussi par les plus rares intellectuels et hommes d'affaires vivant à Paris. En 1891, cette géographie se confirme, les 18e, 19e, 20e et 11e arrondissements accueillent alors près de 18 000 Belges à eux seuls. Les Belges s'orientent néanmoins vers la périphérie et abandonnent les quartiers de Sainte-Marguerite ou de La Roquette aux nouveaux venus, surtout Italiens.
Cependant, les autorités préfectorales essayaient de limiter ces flux vers la capitale. D'une part pour éviter la présence d'un trop grand nombre d'étrangers - jugés dangereux politiquement - dans une ville déjà sujette à l'instabilité politique, mais aussi pour éviter une trop forte concurrence. C'est ainsi que dès le 18 mars 1848 une circulaire du gouvernement provisoire de la Deuxième République demande aux préfets de limiter les arrivées de Belges pour éviter qu'ils ne concurrencent les ateliers nationaux. De même, en 1854, alors que Paris connaît une légère crise de l'emploi, le préfet demande aux services de police d'empêcher les arrivées de Belges, afin de garantir le travail des parisiens. La présence belge à Paris est notamment due  à un grand nombre de jeunes femmes belges qui venaient dans les centres urbains afin de travailler comme servantes.
Paris était aussi une ville d'immigration belge attirant les élites. C'est particulièrement visible dans le domaine musical, de grands noms de la musique belges viennent ainsi travailler à Paris, comme Peter Léopold Léonard Benoit, chef d'orchestre aux Bouffes Parisiens sous Offenbach, ou Armand-Marie-Ghislain Limnander de Nieuwenhove qui compose pour l'opéra comique. Il faut aussi évoquer les facteurs d'instruments, comme Adolphe Sax (inventeur du saxophone) arrivé en 1843.

##### Transfrontalier
Un autre flux concerne les migrations transfrontalières agricoles. De nombreux Belges partaient ainsi cultiver les betterave dans le Nord-Ouest de la France ou faire les moissons. Ces flux furent aussi favorisés par les différences de climat, c'est ainsi que des Belges de la vallée de la Semoy partaient dans la vallée de Sedan en France où les récoltes sont plus précoces avant de retourner s'occuper de leurs champs ensuite. Ils sont ainsi près de 45 000 à opérer cette migration transfrontalière régulière au début du XXe siècle.

#### Intégration
La population Belge est une population particulièrement intégrée, c'est notamment elle qui présente les taux de mariage mixte les plus élevés pendant cette période et qui se fait le plus souvent naturaliser - quoique ce soit généralement pour devenir français aux yeux de tous et échapper à la xénophobie. La forte présence des Belges dans les associations ludiques et sportives témoigne aussi de cette intégration. Par exemple, l'Espérance de Lille, association cycliste, comportait 7 Belges pour 18 membres.

#### Droits sociaux
Pendant la seconde moitié du XXe siècle, les Belges sont touchés autant que les autres étrangers par les restrictions qui visent à restreindre les droits des étrangers, notamment pendant les années 1880 et 1890. Cependant, l'importance de la population belge en France a pour conséquence que leur poids politique est plus important et que le gouvernement Belge s'efforce de garantir diplomatiquement leurs droits, de plus, leur forte intégration dans la société française leur garantit un accès privilégié à certaines ressources. C'est ainsi que le consul de Belgique en France rapporte en 1896 que les Belges sont traités comme les Français en termes de droits à l'assistance publique. Les restriction de certaines villes, comme Roubaix, qui exige cinq ans de résidence pour les étrangers pour l'accès aux organismes d'assistance ou Tourcoing qui demande 10 ans en France dont un dans la ville, sont telles que la majorité des Belges répondent aux conditions, et que ceux qui n'y répondent pas peuvent bénéficier d'une certaine souplesse de l'administration. Même pour des soins plus exigeants, comme l'accès aux hospices (Roubaix exige 35 ans de résidence), les Belges ont accès aux aides et constituent de ce fait un quart des secourus de l'Hospice Barbieux. En 1904, la sauvegarde des nourrissons de Tourcoing s'adresse aux Belges comme aux Français. Une convention bilatérale franco-belge de 1906 a de plus permis aux Belges de bénéficier de la loi de 1898 sur les accidents du travail qui excluait les étrangers de la catégorie des bénéficiaires.

#### Religion
Les Belges étaient pour leur grande part chrétiens. De ce fait, les institutions religieuses ont essayé de contrôler l'émigration afin qu'elle ne soit pas l'occasion d'une déprise de la religion. C'est ainsi que dès 1862 l'archevêque de Gand obtient l'accord de l'archevêque de Paris pour l'envoi d'un prêtre flamand pour la Pâques. Un aumônier, Liéven Beyaert s'installe ensuite faubourg Saint-Antoine où il incarne la Mission Flamande en créant l’œuvre des Flamands. Celle-ci s'oppose à l'intégration des Belges dans la population française, la ville de Paris est perçue comme un lieu de turpitude. La révolution de 1871 change profondément les discours de l'autorité religieuse, c'est le peuple français qui est perçu comme n'ayant plus aucune religion. Liéven Beyaert milite donc pour le maintien d'une identité flamande contre toute forme d'assimilation, s'inscrivant dans la tradition ultramontaine de la Mission Flamande.
En 1863, le lieu de culte des Belges parisiens est l’Église Sainte-Marguerite. Des conflits avec le curé qui ne laisse aux Belges qu'une chapelle attenante et une prise de parole après l'eucharistie pousse Beyaert à chercher un autre lieu de culte, d'autant que l'église ne comporte que 300 places, ce qui est trop peu. Ainsi, pour la Pâques de 1866, l'église était comble et tous les paroissiens ne purent trouver une place. Il organise des quêtes en Belgique à partir de 1866. Mais le clergé parisien, hostile à la tradition ultramontaine de l’œuvre, s'y opposa. C'est une intervention du Saint-Siège qui a permis à l’œuvre d'obtenir l'autorisation d'ouvrir un lieu de culte rue des Boulets.
Le lieu fut détruit en 1871 par la Commune de Paris, la baronne de Monin-Rendeux et d'autres dames d’œuvres organisèrent des quêtes pour créer un nouveau lieu de culte, avec le soutien tacite de jésuites. Mais le bâtiment, achevé en 1877, les jésuites se retirent de leur engagement. Le bâtiment prévu pour quinze aumôniers n'en accueille que trois. La population belge qui, depuis, s'est intégré dans les réseaux parisiens privilégie les messes paroissiales et ne vont plus dans le lieu de culte spécifiquement belge. Cette déprise de l’œuvre qui perd toute influence dans les années 1870 est due à ses positions ultramontaines trop tranchées déconnectées des préoccupations des immigrés belges. Elle se réoriente donc vers la morale en combattant le concubinage. Liéven Beyaert organisa ainsi 11 000 mariages en 30 ans, notamment grâce à la société Saint-François-Régis qu'il avait créée. Vers la fin de son exercice, il a surtout officié à des mariages mixtes, témoignant de l'intégration progressive de la population belge.

#### Engagements politiques

##### Réseaux socialistes du Nord-Pas-de-Calais
Les Belges ont joué un rôle très important dans la politisation des ouvriers du Nord. Le coup d’État de Napoléon III suscite une vague d'émigration des socialistes français vers la Belgique. C'est pourquoi s'est développé un important mouvement socialiste belge dans les années 1860. Ces exilés français ont ensuite essayé de diffuser ces idées en France, à partir de journaux et syndicats implantés en Belgique. Benjamin Delessalle est un socialiste français qui a joué un grand rôle dans ce partage des luttes entre les deux pays. C'est ainsi que lors de la grève de Gand (Belgique), des demandes de fonds de soutien sont faites à Roubaix (France).

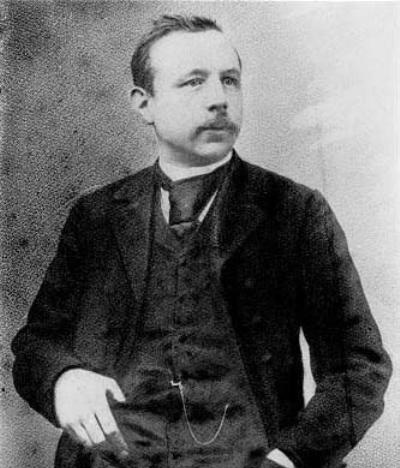
Edouard Anseele est un socialiste belge influent dans le Nord de la France.

Après la grève d'Anzin de 1864 qui voit les premières revendications révolutionnaires ouvrières formulées, le mouvement socialiste s'implante fortement en France, notamment autour de la Tribune de Delessalle. Le congrès international collectiviste de septembre 1868 s'est d'ailleurs tenu en Belgique, avec une forte présence de militants français. Après ce congrès, les mouvements sociaux des ouvriers Belges en France connaissent une forte recrudescence. Ceci explique l'arrestation de Dellessalle en 1869.
Avec l'instauration de la République en 1870, les propagandistes socialistes restent prudents. Ce sont surtout des militants belges qui viennent désormais en France. Les plus influents sont Edouard Anseele et Victor Van Beveren qui tiennent des réunions secrètes dans les faubourg de Tourcoing. Avec un auditoire de 200 ouvriers en 1875, celui-ci est doublé à 500 ouvriers en 1880. Leurs réunions, qui se diversifient, tant de leurs thématiques, que dans les lieux choisis, constituent les principaux foyers d'appels à la grève des années 1880.

##### Mouvements révolutionnaires
Les Belges parisiens jouèrent un rôle important dans la Commune. Ils furent parmi les étrangers les plus engagés dans le mouvement social, à travers la création de nombreuses légions spéciales, dont la légion fédérale était dirigée par le Colonel Melotte.

#### Violences et xénophobies
Les Belges, du fait qu'ils constituaient la communauté étrangère la plus présente en France, étaient particulièrement victimes de xénophobies de la part de la population française.

##### Violences quotidiennes
Les Belges sont victimes au quotidiens de racisme du à leur langue, rares sont ceux qui parlent français, car la majorité, Wallons, parlent en néerlandais. Ils étaient aussi au quotidien séparés des sociabilités françaises. Beaucoup mènent en effet une vie de famille et ont importé les modes de logement belges avec notamment la vie en courée. Par ailleurs, beaucoup avaient encore un attachement catholique, ce qui explique les violences qu'ils ont pu subir dans une France largement sécularisée, notamment lors du vote de la loi de séparation de l’Église et de l’État.
Dans l'imaginaire collectif, les Belges sont considérés comme des jaunes (briseurs de grèves). C'est autant le cas auprès des ouvriers qui font acte de violences contre eux, que du côté des employeurs qui préfèrent les embaucher, les croyant moins syndiqués. Cette image du briseur de grève soumis au patron s'alliait aussi à une autre image contraire : le Belge comme danger social. Là encore, c'est faux, les socialistes les plus actifs en France restaient Français, malgré une importance du mouvement belge. Par ailleurs, les Belges étaient pensés souvent comme des associations proches de la délinquance, sujets aux rixes et à l'ivrognerie. Un commissaire de Jeumont écrivait en 1882 que « beaucoup ont d'excellentes raisons de ne pas retourner en Belgique », témoignant que cette xénophobie était partagé jusque dans l'administration.
Cette xénophobie se retrouve aussi dans les pratiques langagières. D'abord, tous les belges étaient associés aux Flamands, qu'ils soient Wallons, Borins ou réellement Flamands. L'insulte de « pot-au-beurre » dénigre la pratique culinaire des travailleurs pendulaires qui apportent leur boîte à beurre pour leur repas de midi. L'insulte « Popol » faisait référence au roi Léopold pour dénigrer leur système politique jugé archaïque comparé à la République française.

##### Première vague de 1848
La première vague de xénophobie est celle qui découle de la révolution de 1848. Cette révolution a pour conséquence qu'elle crée l'idée de la nation dans les mentalités ouvrières, notamment par le droit de vote qui distingue le Français du non-Français. De ce fait, la nationalité française a pu largement être considérée comme un passe-droit par les populations ouvrières, qui revendiquaient leur nationalité pour exiger notamment un droit au travail que leur voleraient les ouvriers belges. C'est ainsi que le 1er mai 1848, 800 habitants de la ville d'Halluin décidèrent d'expulser d'eux-mêmes des ouvriers belges. Cette journée de violence a causé un exode massif des Belges de la ville. De même, le 14 mars 1848, un fileur belge manque d'être pendu lors d'une manifestation à Lille, cette démonstration populaire fut par ailleurs fortement encouragée par la presse avec notamment Le Messager du Nord qui a cautionné le mot d'ordre « A bas les Belges ». Ces mouvements témoignent du hiatus entre les ouvriers pour qui la République signifie idée de préférence nationale au détriment de l'étranger, et les élites sociales pour qui la République est synonyme de tolérance et d'universalisme. C'est ainsi que le préfet de Lille affiche dès le 15 mars en réaction contre ce mouvement une affiche avec écrit : « Vive la République des peuples ».

##### Deuxième vague de 1880 - 1890
La crise économique qui commence dans les années 1880 et la hausse du chômage qui en découle a suscité un renouveau de la xénophobie contre les étrangers. Si les italiens furent les principales victimes (massacre d'Aigues-Mortes, Vêpres marseillaises) et les plus médiatisées, les Belges n'en furent pas moins touchés. C'est ainsi que des violences xénophobes à Drocourt causèrent le départ de 1 000 Belges en 1892. La même année il y eut aussi une rixe à Lens ou à Liévin.

### Première Guerre mondiale
La Première Guerre mondiale est l'occasion d'une expression de la fraternité entre Français et Belges, les deux pays se rapprochent du fait qu'ils deviennent tous deux victimes de l'agression allemande. Le bombardement de Lièges suscite un tel émoi que la station de métro parisienne Berlin est renommée Lièges, et le café liégeois est rebaptisé ainsi (alors que ce dessert est d'origine autrichienne). La France a aussi par le même pas accueilli les près de 350 000 réfugiés Belges qui fuyaient la progression allemande. Ils furent notamment accueilli autour du Havre où logeait le gouvernement. Des mesures préférentielles furent votées, comme le 1er décembre 1914, où l'ensemble des Belges réfugiés eurent le droit de recevoir des subsides de 1,25 francs s'ils n'avaient pas de travail. Une dérogation à la loi de 1889 fut aussi votée en octobre 1915, pour éviter qu'un enfant de réfugiés belges et né pendant leur exil ne reçoive automatiquement la nationalité française parce que ses parents seraient nés en France. Des mesures symboliques représentent aussi la grande aura dont bénéficient les Belges dans l'opinion ; le roi est décoré de la Médaille Militaire et reçoit une épée d'honneur en mars 1915. Une journée du Drapeau Belge est organisée le 20 décembre 1914 avec des quêtes et des ventes d'insignes pour aider les réfugiés.
Invités le 11 octobre 1914 à venir au Havre, deux paquebots accostent le 13 octobre avec les ministres en exil. Le ministère de la Guerre s'installe à Dunkerque au même moment. Des hôpitaux militaires belges sont créés à Calais, en Normandie et en Bretagne. Ensuite, les civils furent déplacés vers l'intérieur de la France pour éviter une trop forte concentration au Havre, mais aussi parce que le gouvernement français craignait la présence d'espions, qu'il voulait donc éloigner du front. Les départements avec la plus forte présence de réfugiés furent la Seine-Maritime (38 000 personnes) ou la Seine (25 000 personnes). Par ailleurs, toute la flottille belge de pêche fut rapatriée sur le littoral français.
Cependant, les Belges furent ensuite victime de xénophobie de la part de la population française. Leur origine, du Nord, était fréquemment associée à celle des Allemands. De plus, la présence d'hommes valides loin du front qui travaillaient là où travaillaient auparavant les soldats français fut assez vite mal perçu par l'opinion publique. Ils furent de ce fait accusés de prendre les femmes et le travail des soldats français. Des violences eurent ainsi lieu, notamment au Havre où leur présence était la plus forte.

### Entre-deux-guerres

#### Droits sociaux
L'entre-deux-guerre voit la multiplication des conventions bilatérales qui accroissent les droits des Belges à l'aide sociale. En 1921, les Belges ont le même accès à l'assistance publique que les Français. En 1924, un accord entérine le principe de l'égalité salariale et leur garantit une protection au chômage analogue à celle des Français. En 1930, une convention étend aux Belges en France (même les frontaliers) le bénéfice de la loi sur les assurances sociales.
Cependant, les années 1930 sont pour les Belges, comme pour tous les autres étrangers, un recul significatif en termes de droits au travail et de droits sociaux.

#### Travail
L’État français établit des mesures pour contrôler l'immigration belge avec notamment la création en 1922 d'un certificat de travail qui peut être retiré à toute personne de mauvaise conduite, afin d'éliminer les Belges politiquement revendicatifs. En 1925, le gouvernement français crée un impôt sur les salaires belges, allant à l'encontre de la convention de 1924.
La crise de 1929 suscite une forte hausse du chômage. Les étrangers sont les premiers touchés. En 1935, les industriels du Nord décident de réduire de 25% le travail frontalier. La Belgique crée donc des plans de relance en 1936 pour leur fournir du travail.

#### Flux
La population belge qui décroissait en France depuis 1886 connaît une nouvelle hausse après la Première Guerre mondiale, grâce à l'arrivée des réfugiés qui ne sont pas tous rentrés en Belgique. S'ils étaient 287 000 lors du recensement de 1911, ils sont 349 000 lors du recensement de 1921. La baisse reprend cependant assez vite, ils ne sont déjà plus que 326 000 en 1924. En 1926, ils ne représentent déjà plus que 13 % de la population étrangère en France. La loi de 1927 et la xénophobie accompagnée de la crise des années 1930 contribuent ensuite fortement à baisser le nombre de Belges en facilitant les naturalisations ou les départs. Néanmoins, la France reste le principal pays d'émigration Belge, puisqu'elle concerne 67 % des flux quittant la Belgique.

### Seconde Guerre mondiale
Pendant la Seconde Guerre mondiale, les populations civiles belges prirent part à l'exode de 1940 vers le sud de la France après l'invasion de la Belgique en mai 1940. Parmi ceux-ci, se joignirent les CRAB, désorienté et sans but. 400 jeunes des CRAB perdirent la vie pendant cette période. Au total, 1,2 Millions de belges ont participé à cet exode. Il y eut ensuite un fort engament belge dans les FFL avec une présence de 260 soldats de cette nationalité.
Du fait de l'exode belge, plusieurs réfugiés présents en France ont été obligés de s'engager dans les Groupements de travailleurs étrangers du régime de Vichy. Ils furent 200 dans ce cas. Par ailleurs, 277 Belges, au moins, perdirent leur nationalité française acquise après 1927 du fait de la loi du 22 juillet 1940 - beaucoup pour avoir rejoint la France libre ou s'être exilé -. Ils furent néanmoins une nationalité assez peu touchée, s'ils représentent 1,8 % des dénaturalisés, ils représentent néanmoins 6,4 % des naturalisés depuis 1927.

### Après-guerre

#### Droits sociaux
En 1948 une convention précise les modalités de la participation belge en comités d'entreprises et syndicats. En 1958, le Marché commun européen finit d'homogénéiser les droits sociaux des populations belges en France.

#### Flux

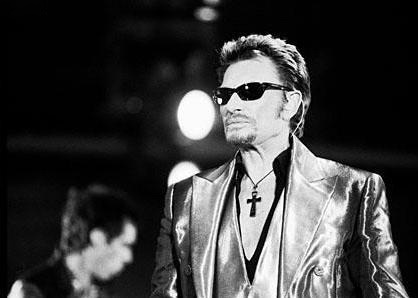
Le père de Johnny Hallyday était un Belge immigré en France.

Après la guerre, les flux se tarissent et les Belges deviennent minoritaires dans les immigrations vers la France. La Belgique n'est en effet plus un pays d'émigration depuis l'Entre-deux-guerre mais, comme la France, un pays d'immigration. Néanmoins le solde migratoire positif du pays ne doit pas cacher des flux négatifs. Ainsi, la France enregistre encore entre 4 et 5 000 immigrants belges dans la seconde moitié des années 1990 et au début des années 2000.
La présence belge en chiffre absolue oscille autour de 60 000 tout au long de la deuxième moitié du XXe siècle. S'ils sont 65 200 en 1968, leur nombre baisse en 1975 où ils ne sont plus que 55 900 et encore en 1982 où ils touchent un point bas avec 52 600 ressortissants. La communauté grossit ensuite avec 56 500 Belges en 1990 et 67 500 en 1999.

#### XXIe
Au début du XXe siècle, les flux concerne surtout des Belges Wallons qui s'installent dans des communes frontalières. Cela montre que les flux d'émigrations suivent en fait une logique avant tout locale. La France est encore le principal lieu de résidence des Belges vivant à l'étranger : elle accueille 29,5 % des belges présents en Europe.

## Aujourd'hui
Les Belges en France sont 91 000 en 2007 et 101 700 en 2017, ce qui témoigne d'une très légère hausse. En 2023, ils sont 117 125, la France en est le principal pays d'émigration belge.

## Personnalités issues de l'immigration belge en France
- Chantal Ackerman, cinéaste
- Jacques Brel, chanteur
- Virginie Efira, présentatrice
- Philippe Evrard, neuropédiatre
- Johnny Hallyday, chanteur
- Etienne Lenoir, inventeur
- Olivier Minne, présentateur
- Constance de Pélichy, femme politique